# Олів'є фон Больйо-Марконне
Барон Олів'є «Болі» Ганс Адольф Лео фон Больйо-Марконне (нім. Olivier „Bauli“ Hans Adolf Leo Freiherr von Beaulieu-Marconnay; 14 вересня 1898, Шарлоттенбург — 26 жовтня 1918) — німецький льотчик-ас, лейтенант. Кавалер ордена Pour le Mérite.

## Біографія
Син гауптмана Прусської армії. До початку Першої світової війни навчався у вищій школі, йому було 16 років.
У наступному році добровільно вступив кадетом в 4-й прусський драгунський полк, з яким взяв участь в боях біля Рокитненських боліт.
Вирішивши піти служити в авіацію, 1 грудня 1917 року був зарахований пілотом 18-ї винищувальної ескадрильї, звідки 20 березня 1918 був переведений в 15-ту винищувальну ескадрилью, під командування Йозефа Фельт'єнса.
Першу перемогу «Болі» (таке прізвисько він отримав від бойових товаришів) здобув 28 травня 1918 року, збивши Dorand AR.2. Через 9 днів він збив Airco D.H.4 і Royal Aircraft Factory S.E.5a. До кінця червня на його рахунку вже було 8 перемог, а ще через два місяці їх кількість досягла 21, з яких шість були отримані протягом чотирьох днів.
2 вересня 1918 року отримав призначення на посаду командира 19-ї винищувальної ескадрильї. Він літав нa Fokker D.VII з блакитним фюзеляжем, жовтим носом до кабіни і ковпаками шасі, із стилізованим маркуванням 4-го драгунського полку (4D) на обох боках фюзеляжу.
16 жовтня був важко поранений в повітряному бою. Свідки говорили, що причиною поранення стала кулеметна черга, випущена іншим німецьким винищувачем.
Його спішно представили до нагородження орденом Pour le Mérite, щоб встигнути нагородити важко пораненого льотчика. Про нагородження Больйо-Марконне дізнався за кілька годин до смерті.
Він помер 26 жовтня 1918 року імовірно від інфекції, занесеної в рану. Похований на Інваліденфрідгоф в Берліні, могила II / 13/16. На пам'ятнику написано:
«Тут спить героїчним сном барон Олів'є фон Больйо-Марконне,
лейтенант драгунського полку фон Бредов,
командир винищувачів, кавалер ордена Pour le Mérite,
народжений 14 вересня 1898 р. помер 26 жовтня 1918 р.
"Але з нами наш Господь, наш Бог, якого ми не покинемо" ».
Всього за час бойових дій Больйо-Марконне здобув 25 повітряних перемог.

## Нагороди
- Нагрудний знак військового пілота (Пруссія)
- Залізний хрест 2-го і 1-го (1917) класу
- Королівський орден дому Гогенцоллернів, лицарський хрест з мечами
- Pour le Mérite (25 жовтня 1918)